# Валтроп
Валтроп (њем. Waltrop) град је у њемачкој савезној држави Северна Рајна-Вестфалија. Једно је од 10 општинских средишта округа Реклингхаузен. Према процјени из 2010. у граду је живјело 29.905 становника. Посједује регионалну шифру (AGS) 5562036, NUTS (DEA36) и LOCODE (DE WTP) код.

## Географски и демографски подаци
Валтроп се налази у савезној држави Северна Рајна-Вестфалија у округу Реклингхаузен. Град се налази на надморској висини од 67 метара. Површина општине износи 47,0 km². У самом граду је, према процјени из 2010. године, живјело 29.905 становника. Просјечна густина становништва износи 636 становника/km².

## Међународна сарадња
| Мјесто       | Држава               | Врста сарадње | Од    |
| ------------ | -------------------- | ------------- | ----- |
|              | Француска            | партнерство   | 1984. |
| Сан Мигелито | Никарагва            | партнерство   | 1988. |
| Херн Беј     | Уједињено Краљевство | партнерство   | 1976. |
| Извор        |                      |               |       |